# Eberhard Rosemberger
Eberhard Rosemberger († 1527 in Krakau) war ein Maurer und Architekt der Renaissance aus Koblenz. Er war Ende des 15. Jahrhunderts vor allem in Krakau tätig.
Rosemberger arbeitete oft mit Francesco Fiorentino zusammen. Seit 1493 ist seine Tätigkeit in Krakau nachweisbar. 1501 zog er mit seiner Ehefrau Katharina in ein Haus am Krakauer Marktplatz. 1517 erhielt er das Bürgerrecht Krakaus und 1518 wurde er zum Stadtmaurer ernannt. Sein Leben ist aufgrund der zahlreichen Gerichtsprozesse, die er in Krakau führte, gut dokumentiert. Sein opus magnus ist der Wiederaufbau des Königsschlosses auf dem Wawel im Stil der Renaissance nach dem Brand von 1499, den er unter der Leitung des Italieners Francesco Fiorentino ab 1501 durchführte. 1505 baute er zudem das Hauptschiff der Krakauer Paulinerbasilika.

## Schaffen
Von den Werken Eberhard Rosemberger sind erhalten:
- Nord- und Westflügel des Königsschloss auf dem Wawel, weitgehend im Originalzustand erhalten
- Paulinerbasilika in Krakau, im 18. Jahrhundert stark barockisiert